# Prunus occidentalis
Prunus occidentalis — рослина родини трояндових (Rosaceae) порядку розоцвітих (Rosales).

## Поширення та середовище існування
Рослину можна знайти в Карибському басейні, Центральній Америці та північній частині Південної Америки. Вона зазвичай зустрічається в Пуерто-Рико і особливо в державному лісі Торо-Негро. Була завезена до Тринідаду і Тобаго.
Цей вид зустрічається в субтропічних і тропічних вологих лісах і, як правило, на більших висотах.

## Біоморфологічна характеристика
Це велике вічнозелене дерево, що виростає до 24 метрів заввишки. Багато частин дерева пахнуть мигдалем. Фенологія залежить від місця зростання. Квіти особливо ароматні та, як відомо, запилюються комахами, а насіння, як відомо, поїдають і розносять переважно кажани та птахи родів Amazona та Columba. Листя цього виду може бути пошкоджене різними видами довгоносиків. Також може відбуватися дефоліація від грибків.

## Загрози й охорона
Немає конкретних відомих загроз, що впливають на цей вид. Однак багато країн Центральної Америки та островів Карибського басейну, де зустрічається цей вид, мають відносно невелику площу та зазнають значних втрат середовища існування з різних причин, включаючи різну діяльність людини. Тому місцеве та навіть регіональне вимирання є можливим у найближчому майбутньому.
У Домініканській Республіці вид був регіонально оцінений як вразливий (2016). Цей таксон зустрічається в низці охоронних територій, включаючи гору Сейдж на острові Тортола на Британських Віргінських островах, Національний парк Ель-Авіла у Венесуелі, заповідник Мірафлор у Нікарагуа та біосферний заповідник Сьєрра-дель-Росаріо на Кубі.

## Використання
Цей вид є або потенційно може стати важливою породою деревини, і експериментальні плантації були створені в минулому (близько 1950 року), наприклад, у Пуерто-Рико. Таксон також відомий своїми лікувальними властивостями, оскільки кора, листя, плоди та насіння використовуються для лікування різних захворювань. На Мартиніці з кісточок плоду виготовляють алкогольний напій.